# Mingo Bille
Régio Francisco Congo Zalata, más conocido como Mingo Bille (15 de junio de 1987), es un futbolista angoleño que se desempeña en la posición de defensa.

## Trayectoria
Mingo Bille inició su carrera profesional de futbolista en el año 2003 en el club Primeiro de Agosto. En el año 2006 pasa a jugar en el Clube Desportivo da Huíla en donde permanece hasta el 2008, ese mismo año regresa a su club de origen en el cual se mantiene hasta la actualidad.

## Selección nacional
Mingo Bille hizo su debut internacional con Angola el año 2010. Desde entonces fue convocado regularmente a la selección angoleña.